# Bad Wildungen
Bad Wildungen település Németországban, Hessen tartományban. Lakosainak száma 17 473 fő (2023. december 31.).

## Fekvése
Kasseltől délnyugatra fekvő település.

## Története

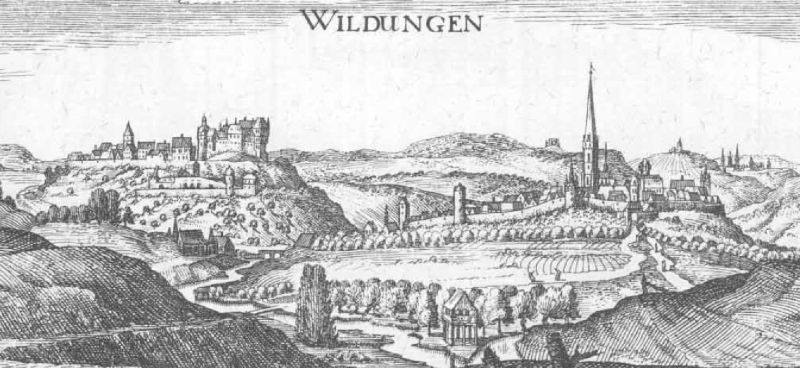
Bad Wildungen 1655-ben

A települést még 800-ban alapították. Niederwildungen 1259-ben kapott városi jogot a thüringiai tartományi gróftól. A település a Harmincéves háború idején súlyos károkat szenvedett és majdnem teljesen elpusztult. Az ekkor egymással szemben álló hadseregek sáncainak maradványai máig láthatók.
Bad Wildungen 1906-ban lett fürdővárossá, hírnevét is elsősorban kitűnő gyógyvizeinek köszönheti. Vese-, gyomor-, szív- és vérkeringési zavarokat gyógyító vizéből évente mintegy 2,5 millió palackkal szállítanak az ország különböző városaiba és külföldre is.
Óvárosának érdekes látnivalója az evangélikus háromhajós csarnoktemplom, melynek oltárfestménye 1404-ből való, Konrad von Soest alkotása. A háromrészes mellékoltár képei a német festészet remekei közé tartoznak, egyes részletei Krisztus életéből való jeleneteket mutatnak be. A szentély oldalán a Waldecker család síremlékei láthatók.
Az óváros favázas házai is különlegesek, helytörténeti múzeumában pedig jégkorszakból való leletek is láthatók.

## Nevezetességek
- Evangélikus templom
- Helytörténeti Múzeum

## Galéria

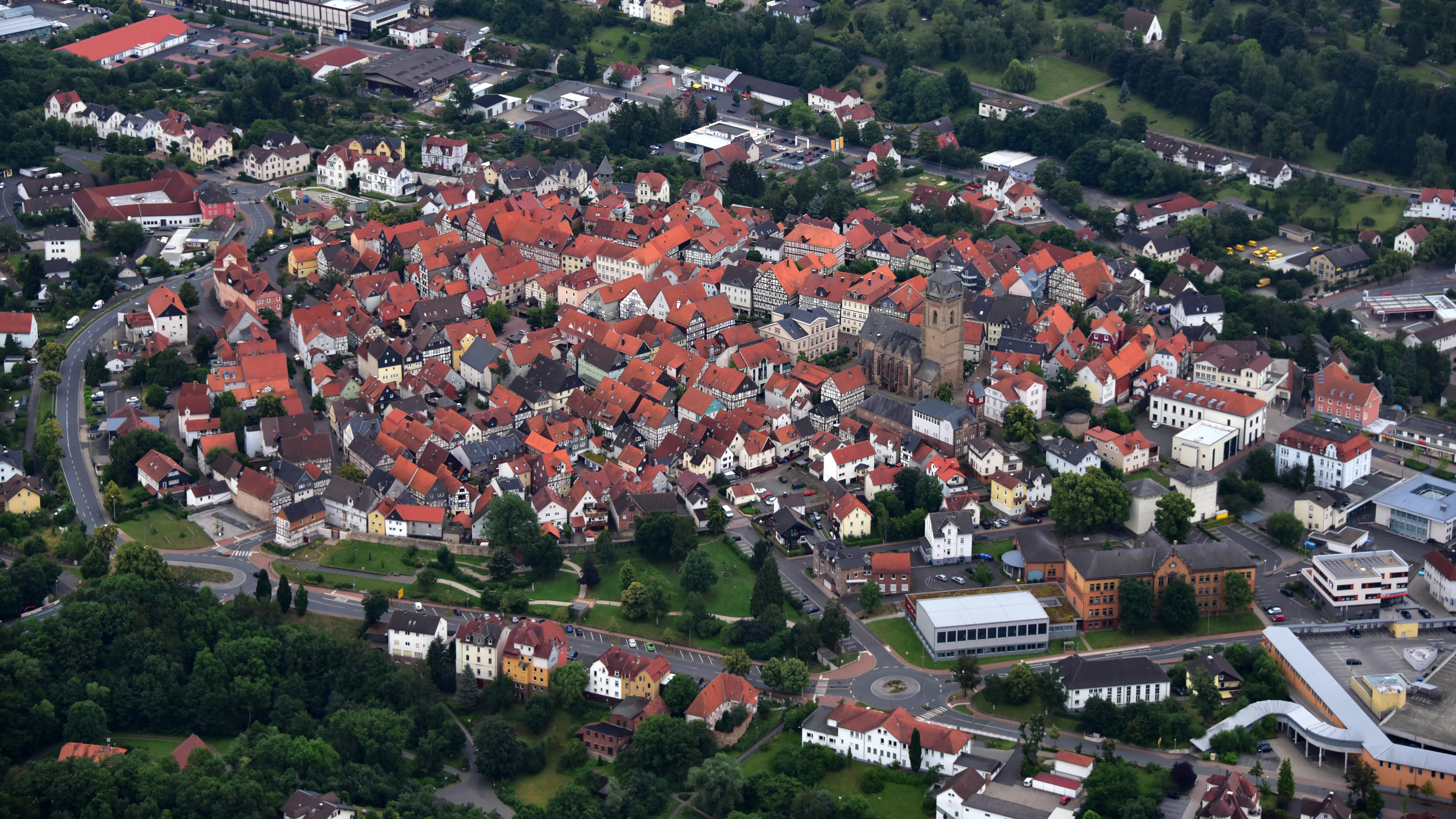
A város látképe
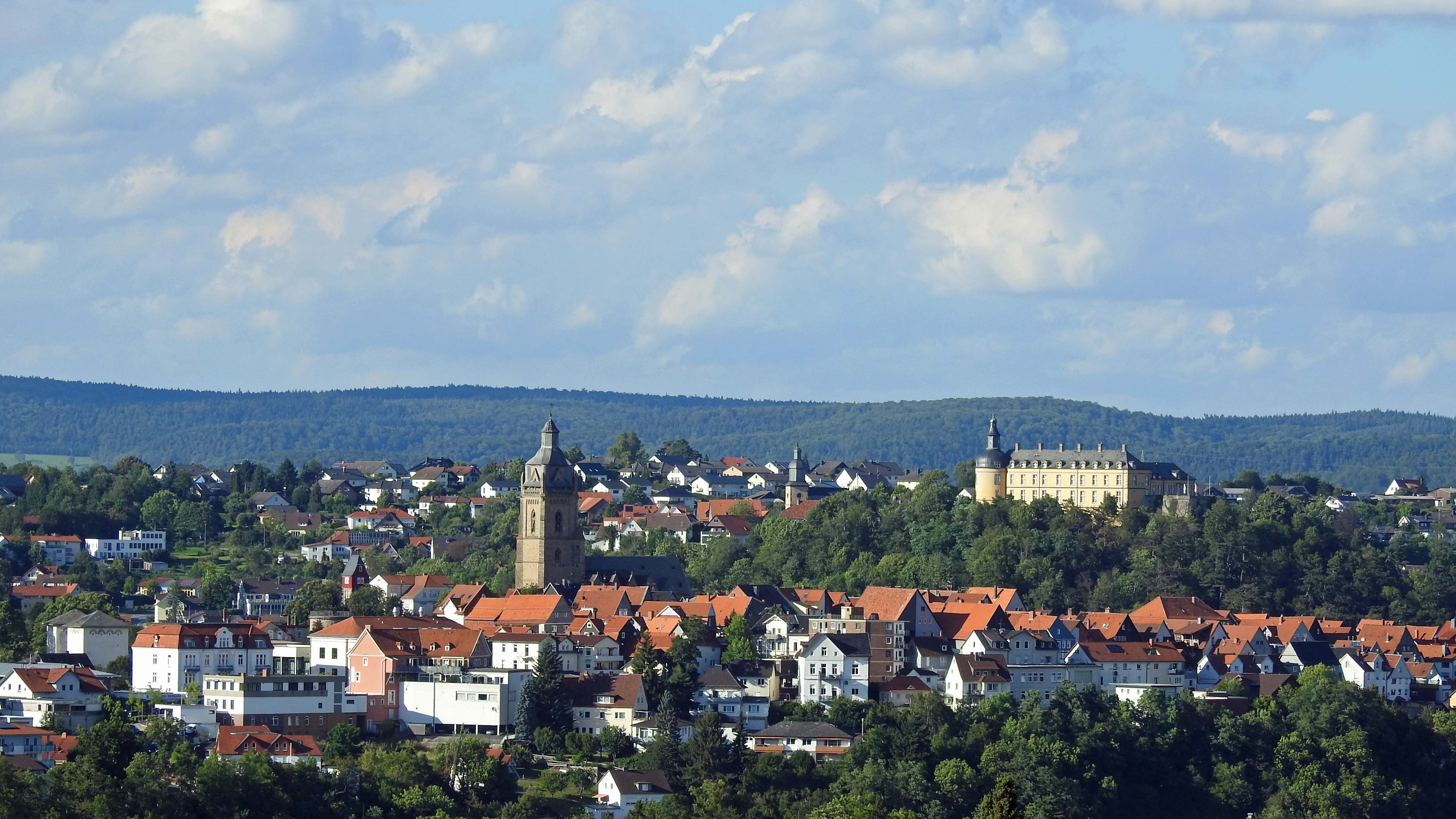
Bad Wildungen
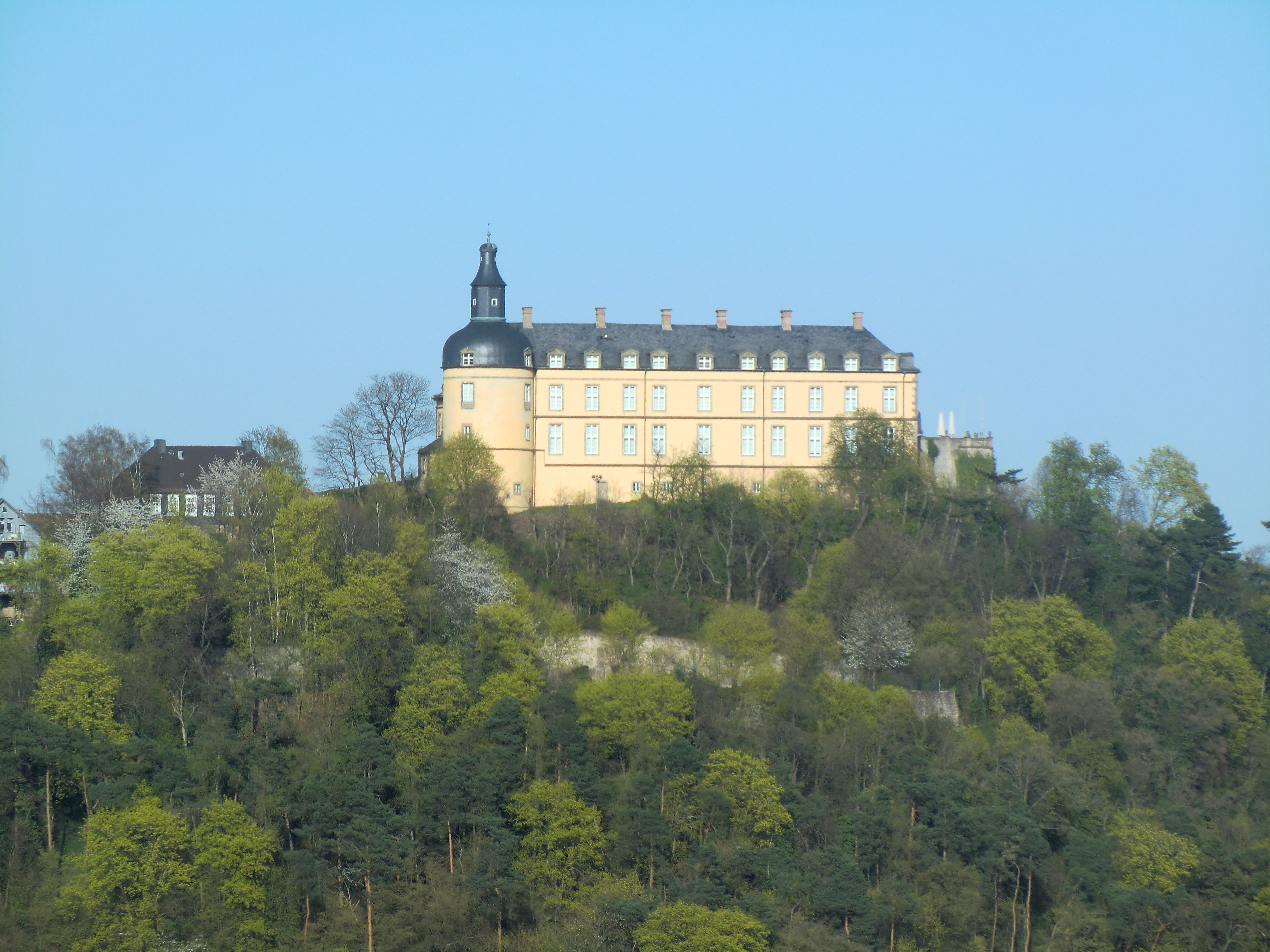
Bad Wildungen, Barockschloss Friedrichstein
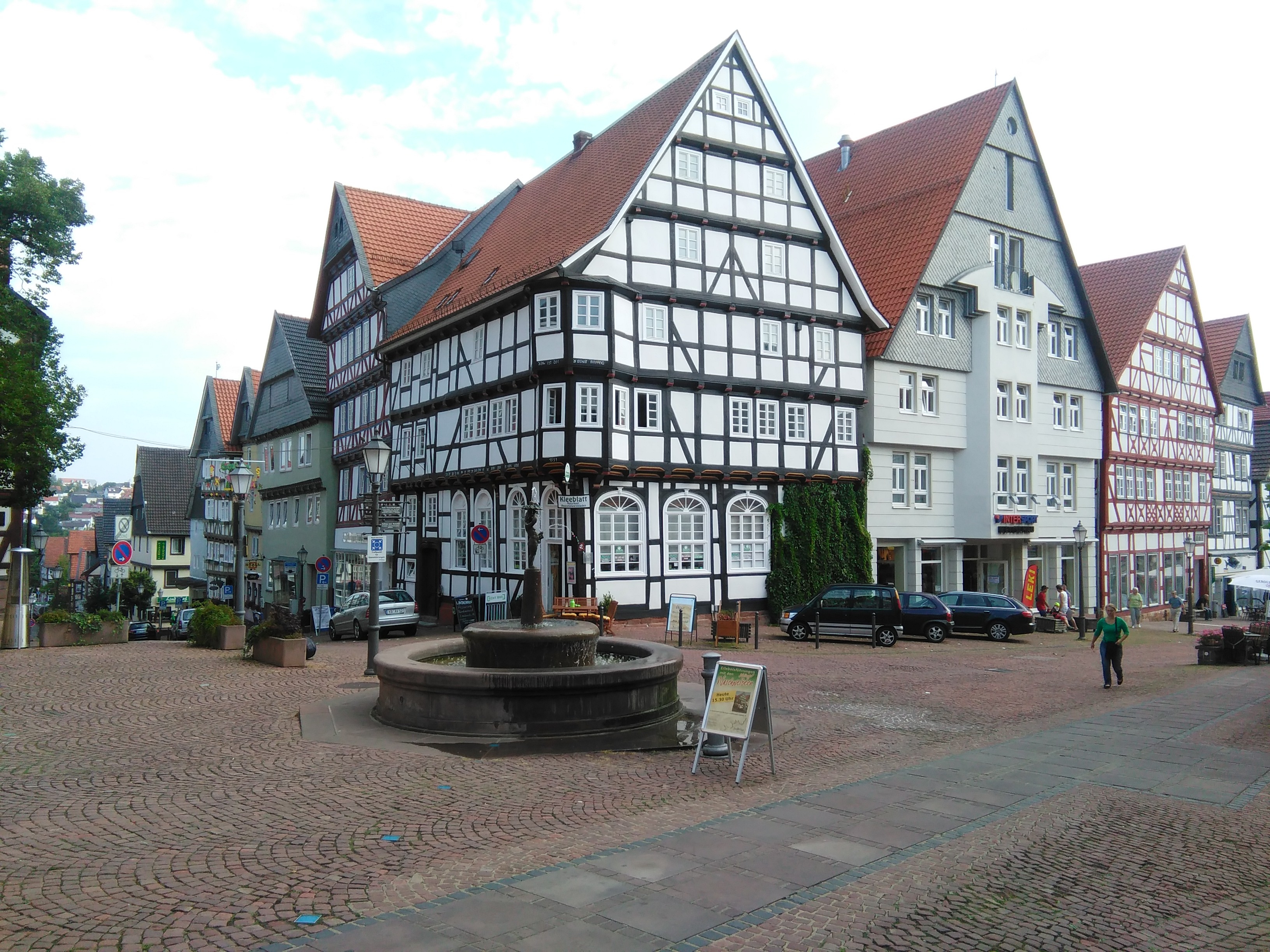
Az Óváros favázas házai
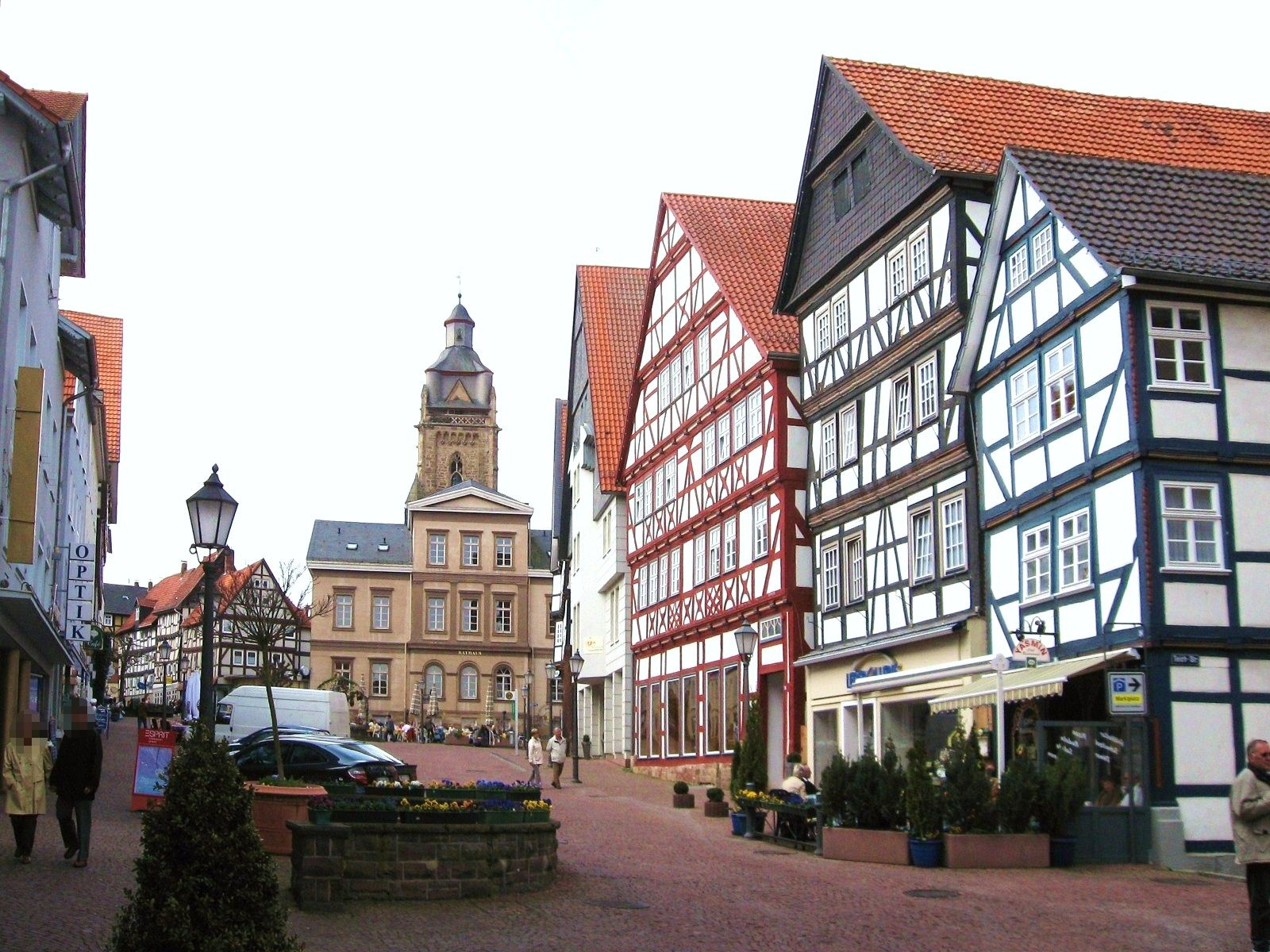
Favázas házak
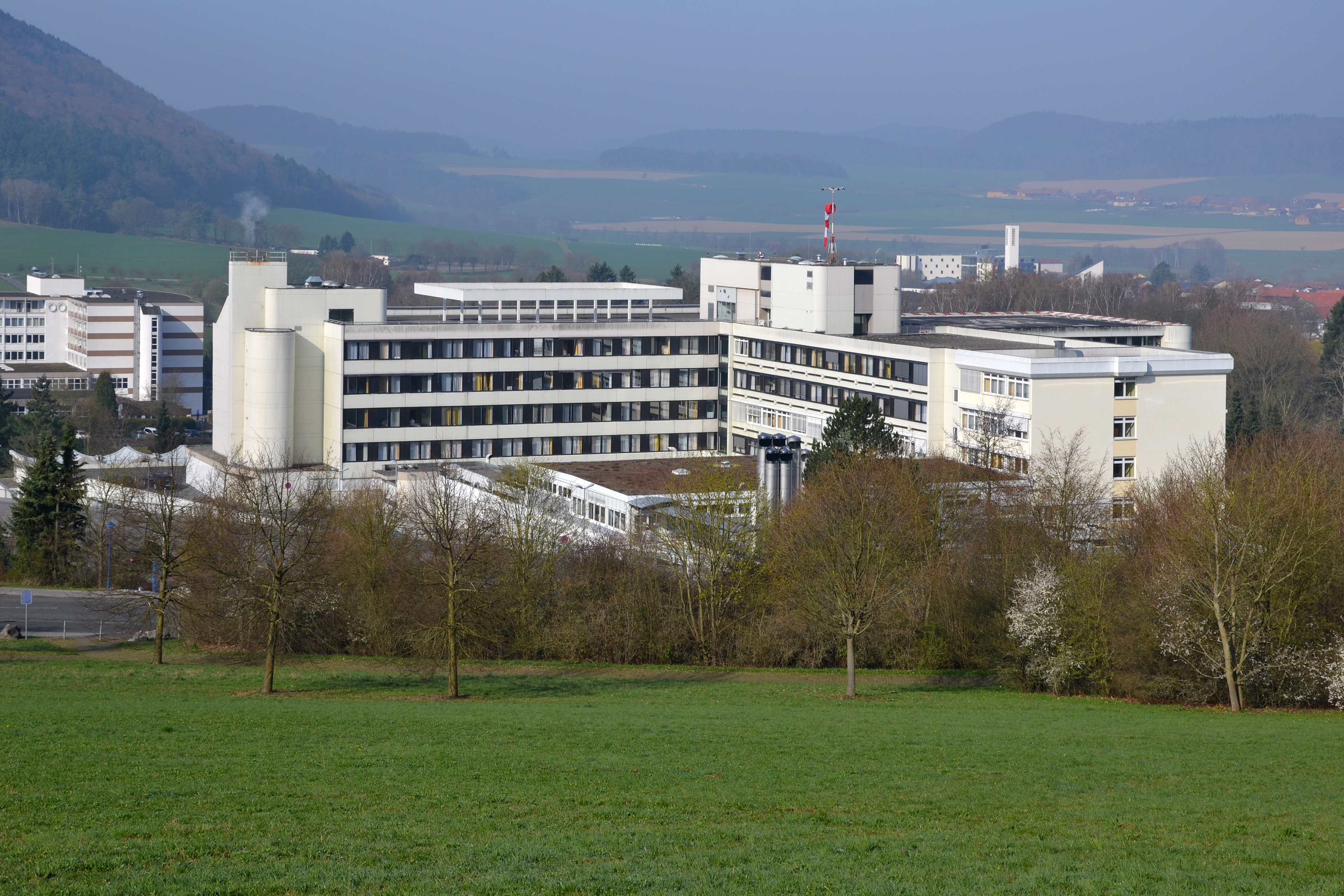
A klinika épületei

## Népesség
A település népességének változása:
| Lakosok száma | 16 711 | 16 777 | 17 083 | 17 137 | 17 231 | 17 595 | 17 473 |
|               | 2014   | 2015   | 2017   | 2019   | 2021   | 2022   | 2023   |